# Christoph Kröpfl
Christoph Kröpfl (Graz, 4 maggio 1990) è un calciatore austriaco, centrocampista del Werndorf.

## Carriera

### Club
Il 15 marzo 2008 fa il suo debutto contro il Ried. Nel settembre 2009 debutta con i nuovi compagni del Salisburgo.
Dal 2010 va in prestito al Kapfenberger Sportvereinigung, nella stagione successiva la stessa squadra lo acquista definitivamente.

### Nazionale
Ha giocato nelle nazionali giovanili austriache Under-17, Under-19, Under-20 ed Under-21.

## Palmarès
- Fußball-Regionalliga: 1

Hartberg: 2016-2017 (girone Centro)